# 克尼亞日基 (魯任區)
49°37′13″N 29°5′14″E / 49.62028°N 29.08722°E
克尼亞日基（烏克蘭語：Княжики），是烏克蘭北部的村莊，隸屬日托米爾州的別爾季切夫區。該村始建於1736年，面積1.79平方公里，海拔高度239米，2001年人口377，人口密度每平方公里211.09人。